# Pterodroma
Pterodroma Bonaparte, 1856 è un genere di uccelli marini della famiglia Procellariidae.

## Tassonomia
Il genere Pterodroma comprende 35 specie:
- Pterodroma macroptera (A.Smith, 1840) – petrello aligrandi
- Pterodroma lessonii (Garnot, 1826) – petrello testabianca
- Pterodroma gouldi (F.W.Hutton, 1869) –
- Pterodroma incerta (Schlegel, 1863) – petrello dell'Atlantico
- Pterodroma solandri (Gould, 1844) – petrello di Solander
- Pterodroma magentae (Giglioli & Salvadori, 1868) – petrello della Magenta
- Pterodroma ultima Murphy, 1949 – petrello di Murphy
- Pterodroma mollis (Gould, 1844) – petrello piumoso
- Pterodroma madeira Mathews, 1934 – petrello di Madeira
- Pterodroma feae (Salvadori, 1900) – petrello di Capo Verde
- Pterodroma deserta Mathews, 1934 – petrello delle Desertas
- Pterodroma cahow (Nichols & Mowbray, 1916) – petrello delle Bermuda
- Pterodroma hasitata (Kuhl, 1820) – petrello capinero
- Pterodroma caribbaea Carte, 1866) – petrello della Giamaica
- Pterodroma externa (Salvin, 1875) – petrello di Juan Fernandez
- Pterodroma occulta Imber & Tennyson, 2001 – petrello delle Vanuatu
- Pterodroma neglecta (Schlegel, 1863) – petrello di Kermadec
- Pterodroma heraldica (Salvin, 1888) – petrello di Tonga
- Pterodroma arminjoniana (Giglioli & Salvadori, 1869) – petrello araldo
- Pterodroma atrata (Mathews, 1912) – petrello di Henderson
- Pterodroma alba (J.F.Gmelin, 1789) – petrello delle Phoenix
- Pterodroma baraui (Jouanin, 1964) – petrello di Barau
- Pterodroma sandwichensis (Ridgway, 1884) – petrello delle Hawaii
- Pterodroma phaeopygia (Salvin, 1876) – petrello delle Galapagos
- Pterodroma inexpectata (J.R.Forster, 1844) – petrello maculato
- Pterodroma cervicalis (Salvin, 1891) – petrello collobianco
- Pterodroma nigripennis (Rothschild, 1893) – petrello alinere
- Pterodroma axillaris (Salvin, 1893) – petrello delle Chatham
- Pterodroma hypoleuca (Salvin, 1888) – petrello delle Isole Bonin
- Pterodroma leucoptera (Gould, 1844) – petrello di Gould
- Pterodroma brevipes (Peale, 1848) – petrello dal collare
- Pterodroma cookii (G.R.Gray, 1843) – petrello di Cook
- Pterodroma defilippiana (Giglioli & Salvadori, 1869) – petrello di Defilippe
- Pterodroma longirostris (Stejneger, 1893) – petrello di Stejneger
- Pterodroma pycrofti Falla, 1933 – petrello di Pycroft